# Leucas hirta
Leucas hirta là một loài thực vật có hoa trong họ Hoa môi. Loài này được (B.Heyne ex Roth) Spreng. mô tả khoa học đầu tiên năm 1825.